# Kyrksjön (Törnsfalls socken, Småland)
Kyrksjön är en sjö i Västerviks kommun i Småland och ingår i Storån-Botorpsströmmens kustområde.